# Międzynarodowe Stowarzyszenie Szachistów Niewidomych
Międzynarodowe Stowarzyszenie Szachistów Niewidomych (ang. International Braille Chess Association – IBCA) – stowarzyszenie powstałe w 1948, którego celem jest popularyzacja gry w szachy dla niewidomych i słabowidzących oraz organizowanie szachowych imprez międzynarodowych przede wszystkim Olimpiady Szachowej Niewidomych.
Stowarzyszenie zostało założone przez niewidomego angielskiego szachistę R. W. Bonhmana.
W 1964 Międzynarodowa Federacja Szachowa oficjalnie uznała IBCA za jedną ze współpracujących organizacji, czego dowodem było stworzenie tytułu oficjalnego Szachowego Mistrza Niewidomych.
IBCA organizuje mistrzostwa świata niewidomych zarówno w konkurencji indywidualnej, jak i drużynowej oraz w grze korespondencyjnej, w której jest stosowane pismo Braille’a.
Pierwsza olimpiada szachowa niewidomych została zorganizowana przez IBCA w 1961.
XI Olimpiada Szachowa Niewidomych  została rozegrana w 2000 Zakopanem.
W 2004 Polska zdobyła I miejsce w szachowej olimpiadzie niewidomych.
Międzynarodowa drużyna niewidomych szachistów została dopuszczona, na prawach państwa, do rozgrywek olimpijskich wśród widzących. W składzie reprezentacji IBCA występowali m.in. Teresa Dębowska, Anna Stolarczyk, Piotr Dukaczewski.
Obecnie IBCA jest integralną częścią Międzynarodowego Związku Niewidomych Sportowców.